# ببخشید (ترانه بیانسه)
«ببخشید» تک‌آهنگی از هنرمند اهل ایالات متحده آمریکا بیانسه است.
این تک‌آهنگ در چارت‌های، جزو ده ترانه اول قرار گرفت.